# Левомеколь
Левомеколь (лат. Laevomecolum, єдиної міжнародної назви станом на 2025 р. не має — DCh -ointment, Хлорамфенікол + Метилурацил (Dioxomethyltetrahydropyrimidine/Chloramphenicol)[джерело?]) — мазь білого кольору для зовнішнього застосування, водорозчинна. Розроблена в Харківському фармацевтичному інституті (нині іменований як Національний фармацевтичний університет) в кінці 1970-х років. Мазь не містить допоміжних (формотворчих) речовин, тому всі складові компоненти беруть участь у формуванні лікувального ефекту.
Станом на 2025 рік, не зареєстровано у міжнародних хімічних та фармацевтичних установах та базах.

## Фармакологічна дія
Левомеколь являє собою комбінований препарат для місцевого застосування. Він має протизапальну дію, а також активний відносно грампозитивних і грамнегативних мікробів (стафілококів, синьогнійних і кишкових паличок). Мазь проникає всередину тканин без пошкодження біологічних мембран і стимулює процеси регенерації. Антибактеріальна дія препарату у присутності гною і некротичних мас зберігається.
Мазь є водорозчинною, гіперосмолярною, при температурі 35-37°C переходить у рідкий стан.

## Показання
Показаннями до застосування мазі є лікування гнійних рани (включно з інфікованістю змішаною мікрофлорою) у першій (гнійно-некротичній) фазі ранового процесу, трофічних виразок, пролежнів, інфікованих опіків, фурункулів, карбункулів.

## Протипоказання
До протипоказань відноситься гіперчутливість до компонентів препарату.
Хлорамфенікол є антагоністом більшості цефалоспоринів, тому при лікуванні інфекцій слід уникати використання обох разом.

## Спосіб застосування
Стерильні марлеві серветки з маззю пухко заповнити або прикрити рану. Також можливо її введення у гнійні порожнини через катетер за допомогою шприца (попередньо підігріваючи препарат до 35-36° С). Перев'язки роблять щодня до повного очищення рани.

## Побчіна дія
До побічних дій відносять алергічні реакції (шкірні висипання).